# Mark Wentworth Dunham

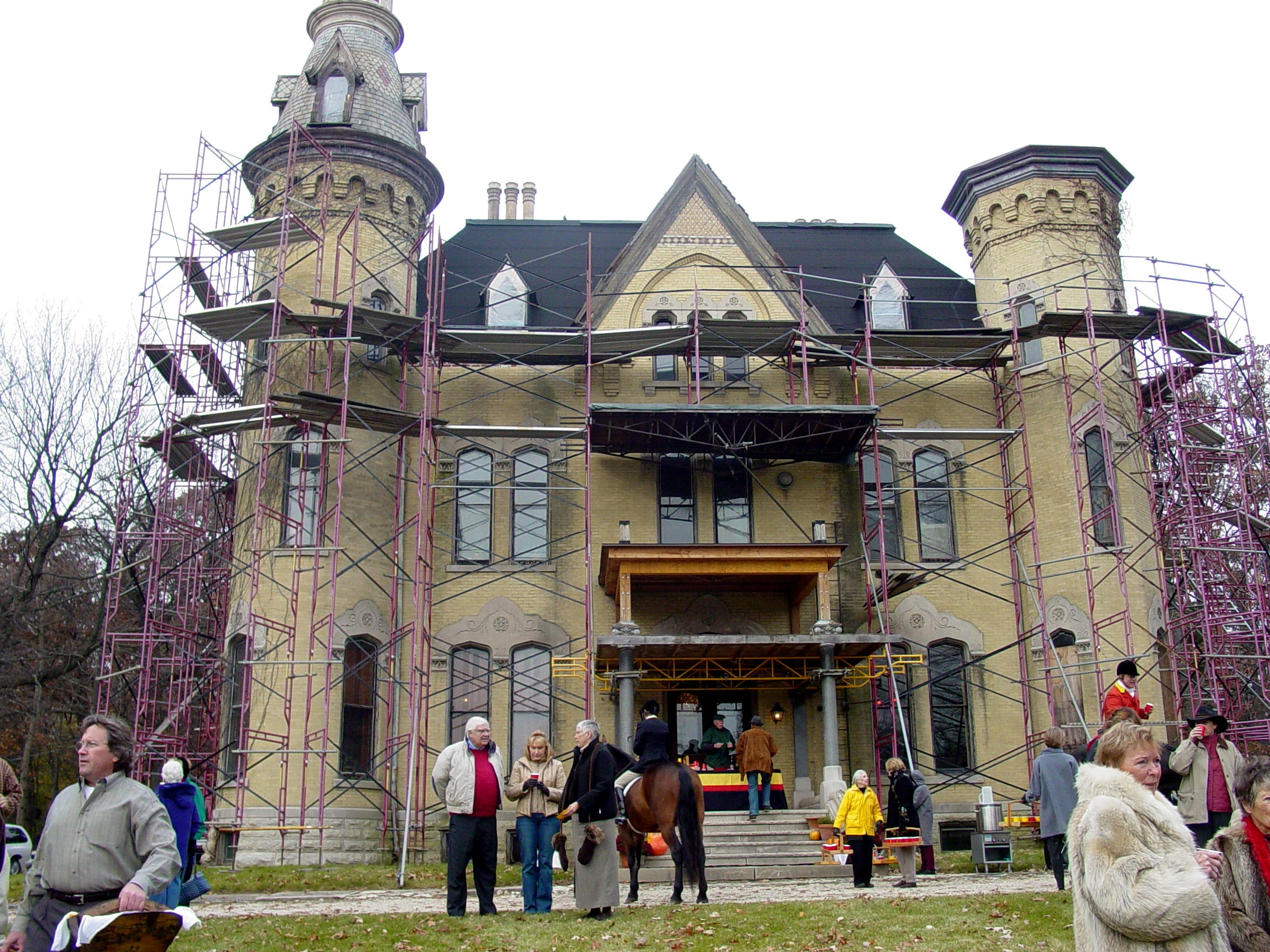
Château de Dunham, ferme d'Oaklawn, Wayne, Illinois

Mark Wentworth Dunham (22 juin 1842–11 février 1899) est un importateur et éleveur américain de chevaux, propriétaire de la ferme Oaklawn à Kheredine, Wayne, Illinois, qui était à son époque le plus grand élevage de chevaux au monde.

## Biographie
Mark W. Dunham est le fils de Solomon Dunham (1794–1865). L'aîné Dunham avait émigré de l'État de New York dans un wagon couvert pour s'installer sur 400 acres de terre dans l'Illinois, où il a stratégiquement construit des routes, une auberge, un magasin général et une maison afin de prospérer grâce à la construction de nouvelles lignes de chemin de fer traversant la zone. Solomon, un démocrate, a été le premier commissaire de comté et le premier évaluateur du comté de Kane. Solomon meurt en 1865, léguant 300 acres à son plus jeune fils, Mark.
Mark W. Dunham et son frère Daniel Dunham, l'aîné de la fratrie, sont pionniers dans l'introduction du cheval de trait français, et particulièrement bien connus comme importateurs de la race percheronne de chevaux de trait aux États-Unis. En 1875, Mark Wentworth Dunham achète le cheval percheron Success pour 3 300 $, une somme impressionnante à l'époque, et se lance dans l'élevage de chevaux. Ces grands chevaux de trait français se sont avérés excellents pour tirer du matériel agricole avant l'invention du tracteur électrique et d'autres machines agricoles. Pour vendre ses chevaux, Dunham a publié un catalogue aux clients potentiels, certains avec des illustrations de Rosa Bonheur,. Grâce au sens des affaires légendaire de Dunham, la taille de la ferme s'est finalement étendue à 2 000 acres et l'entreprise d'élevage a prospéré jusqu'aux premières décennies du XXe siècle, permettant aux Dunham de gagner d'énormes sommes d'argent et la gratitude des Français et des Américains. En 1888, on estime qu'un cinquième de tous les chevaux français importés vivent à Oaklawn.
En 1883, le château de Dunham, inspiré des châteaux normands qu'il avait vus lors de voyages d'achat d'actions en France, est achevé et sert de résidence familiale. Lors de l'exposition universelle de Chicago de 1893, un train de Chicago à Wayne amene des invités pour voir les chevaux percherons. Ceux qui ont fait le voyage comprennent Cyrus McCormick, George Pullman, le duc de Veragua, Daniel Burnham, Marshall Field et Carter Harrison, Sr. Au début du XXe siècle, la résidence a servi de retraite à des politiciens comme Adlai Stevenson et Everett Dirksen.

## Mort et héritage
Mark W. Dunham meurt en 1899, apparemment d'un empoisonnement du sang après avoir inspecté un sabot infecté. Sa nécrologie du New York Times du 12 février 1899, nomme Dunham « le plus grand éleveur de chevaux de race pure au monde… il [Dunham] a rassemblé en France un grand nombre de juments et d'étalons qui, dans l'ensemble, sont considérés comme supérieurs à toute collection similaire en France. Il a remporté avec ses chevaux plus de prix de champion en exposition que tout autre éleveur n'en a jamais remporté dans l'histoire de l'exposition équine en Amérique.
Après sa mort, le domaine d'Oaklawn, alors de 2 000 acres, est légué au fils de Dunham, Wirth Stewart Dunham, qui a alors 21 ans et termine ses études de droit à Harvard. Wirth Dunham épouse Mary Louise Ward, dont le père, Dennis Ward, est le président de la City National Bank. Pendant la Première Guerre mondiale, Wirth est capitaine dans la section de remonte du corps de quartier-maître, puis major dans le corps de réserve.
Wirth Dunham est le président de la Horse Association of America et est nommé Chevalier du Mérite Agricole par le gouvernement français.
Au début du XXe siècle, les machines agricoles ont considérablement réduit le besoin de chevaux de trait ; Oaklawn a cessé ses activités en 1929. Le club d'équitation de Dunham Woods (Dunham Woods Riding Club) a été créé en 1934. Certaines parties de la propriété d'origine ont été inscrites au registre national des lieux historiques en 1979.

## Autres faits notables
En 1910, Louise Powis Clark (1887-1965), petite-fille du fils aîné de Solomon Dunham, Daniel, et son mari Elwood Brown, se sont rendus à Manille aux Philippines, avec le YMCA. Brown a été impressionné par la broderie réalisée par les femmes autochtones. À titre expérimental, elle a conçu un motif de broderie pour une chemise de nuit et a chargé des artisans locaux de le reproduire. Avec l'aide de sa mère, Mme Julia Dunham Powis de Wayne, la production de cette tenue est finalement devenue une entreprise d'un million de dollars qui a déplacé son siège social de la maison familiale, "Grove Place", vers New York. L'équipe mère-fille a vendu sa participation dans l'entreprise après la mort de M. Brown en 1929. Quelques années plus tard, Louise épouse Owen D. Young, président de General Electric.